# Christogramme

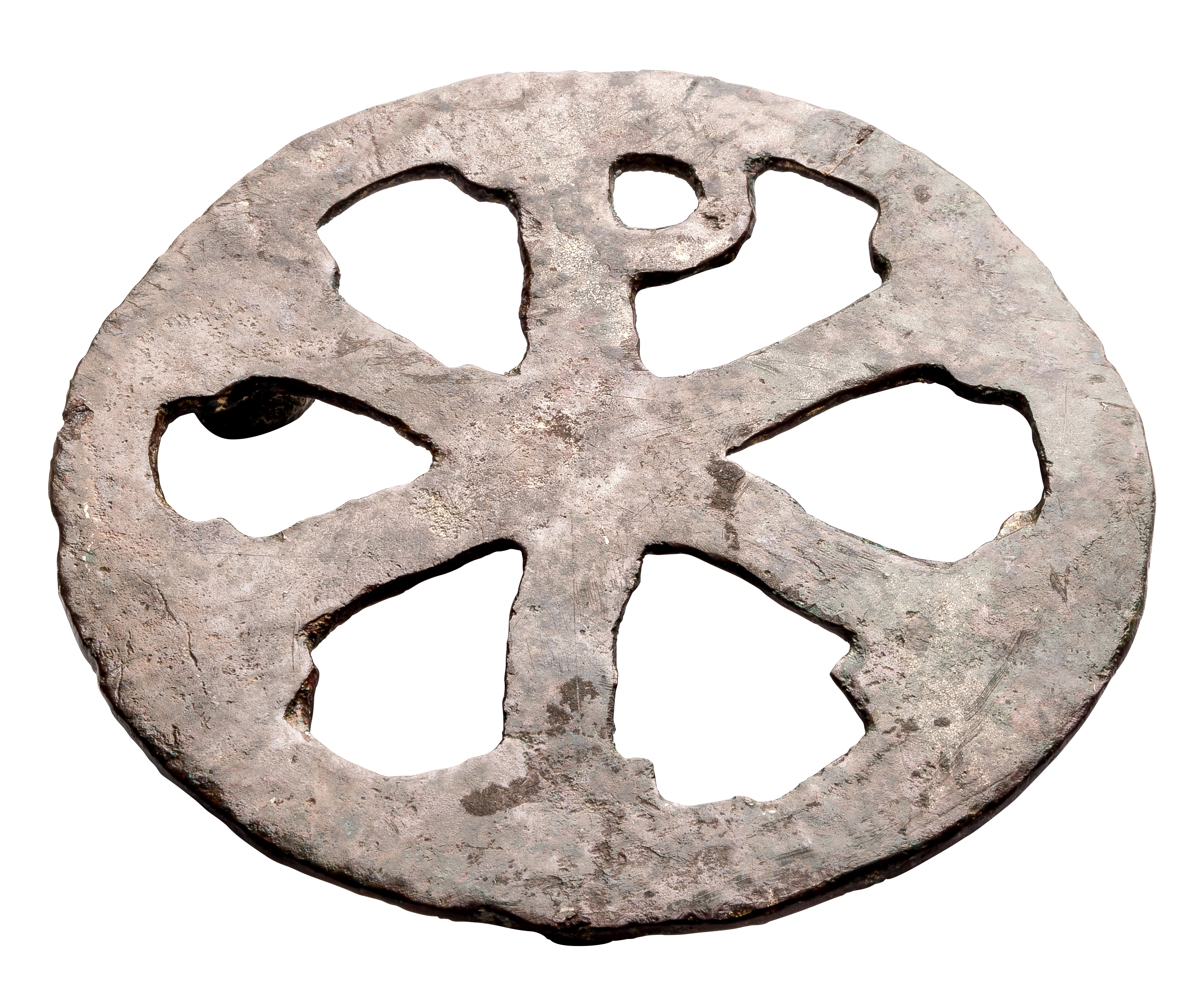
Christogramme romain en bronze trouvé à Neerharen (Belgique), 375-450 apr. J.-C., Musée gallo-romain de Tongres.

Un christogramme est un monogramme ou une combinaison de lettres qui forme une abréviation pour le nom de Jésus-Christ, traditionnellement utilisé comme un symbole chrétien. Différents types de christogrammes sont associés aux différentes traditions du christianisme.

## Les différents christogrammes

### Le chrisme ou ΧΡ
Le premier monogramme pour désigner Jésus ne s'est pas inspiré de son nom, mais de son titre de majesté « Christos » (« l'oint du Seigneur »), abrégé en ΧΡ, les lettres khi (Χ) et rhô (Ρ) de l'alphabet grec. Le chrisme est souvent inscrit dans un cercle, signe géométrique de la perfection divine.

### Α Ω (l'alpha et l'oméga)
Les deux lettres de l'alphabet grec alpha et oméga, associées sous le vocable « alpha et oméga », se réfèrent à l'Apocalypse de saint Jean. Symboles de l'éternité de Dieu (Apocalypse, 22:13), elles signifient que le Christ est à l'origine et à la fin de toute chose. Autrement dit, elles traduisent l'incarnation et l'éternité du Seigneur.

### ΙΧΘΥΣ ou ICHTHUS
Le mot grec ΙΧΘΥΣ signifie poisson. Au début du christianisme, ce symbole a été utilisé par les chrétiens pour se reconnaître entre eux. Chaque lettre du mot renvoie à Jésus : « Ἰησοῦς Χριστὸς Θεοῦ Υἱὸς Σωτήρ / Iêsoûs Khristòs Theoû Huiòs Sôtếr » (Jésus-Christ, Fils de Dieu, Sauveur).

### IHS ou JHS
Le monogramme IHS (parfois JHS), que l'on trouve sur les ornements liturgiques, est une abréviation et une translittération imparfaite du nom de « Jésus » en grec : Ι = J, Η = E et Σ = S (JES. = Jesus / Ιησους, IHΣOYΣ = nom complet en grec).
Lorsque le latin devint la langue dominante du christianisme en occident, le monogramme fut mal compris, le êta grec (en majuscule) ayant la même forme que la lettre latine H. Le monogramme devint I.H.S. et fut interprété librement par certains comme étant le IHSV de l’empereur Constantin, (« IN HOC SIGNO VINCES », « Par ce signe, tu vaincras », mots que Constantin affirme avoir entendus avant la bataille du pont Milvius en 312), par d’autres comme étant IESUS, HOMINUM SALVATOR (« Jésus, Sauveur des hommes »), IESUM HABEMUS SOCIUM (« Nous avons Jésus pour compagnon ») ou encore IESUS, HOMO, SALVATOR (« Jésus, Homme, Sauveur »).

### INRI
INRI est l'acronyme de l'inscription latine « Iesus Nazarenus Rex Iudæorum », qui peut se traduire en français par « Jésus le Nazaréen, roi des Juifs ». Il s'agit du titulus qui a été inscrit par les Romains sur la croix de crucifixion de Jésus, condamné à mort par le procurateur romain de Judée de l'époque, Ponce Pilate (Jean, 19.19-20).

## Galerie

Blason de l'évêché anglican de la Trinité (Caraïbes).
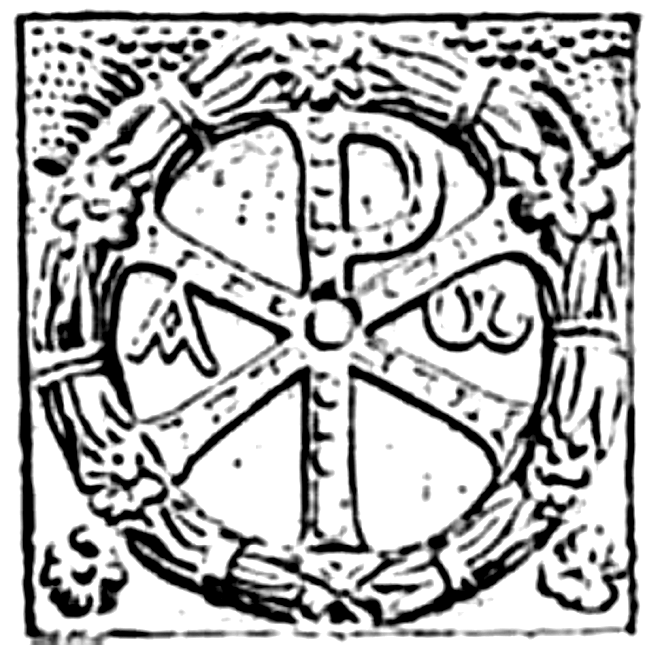
Labarum.
IHS en forme quasi-médiévale.
IHS ou JHS christogramme de la chrétienté occidentale.
Sceau de la Compagnie de Jésus.
Chrisme.
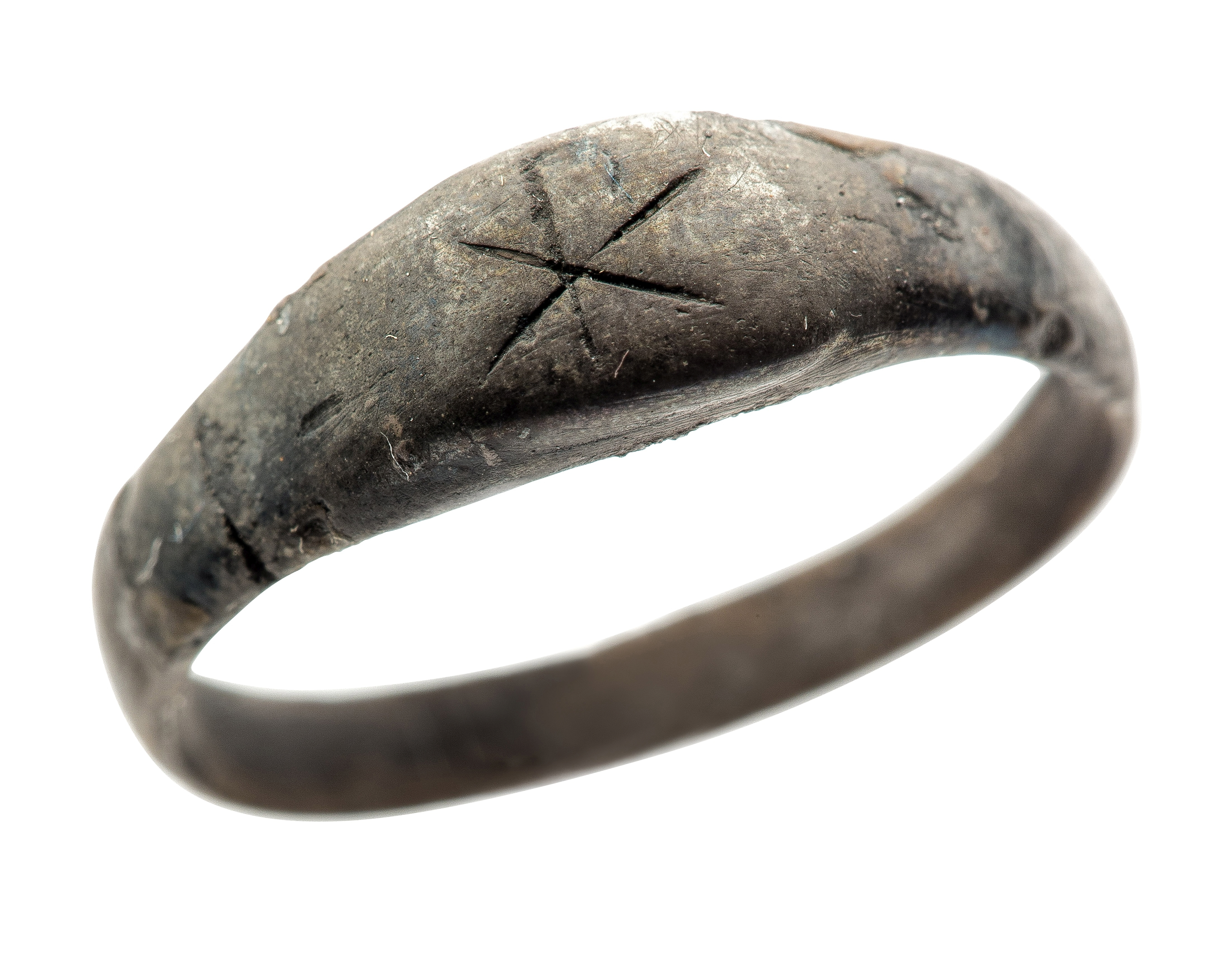
Bague en argent avec chrisme trouvée dans un cimetière chrétien romain tardif à Tongres (Belgique), IVe siècle, Musée gallo-romain de Tongres
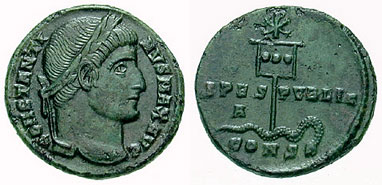
Une pièce de Constantin (337) montrant une représentation de son labarum planté dans un serpent.
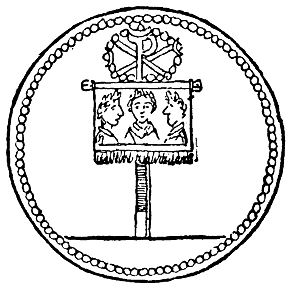
Labarum de Constantin, à partir d'une médaille d'argent antique.
ICHTHUS.
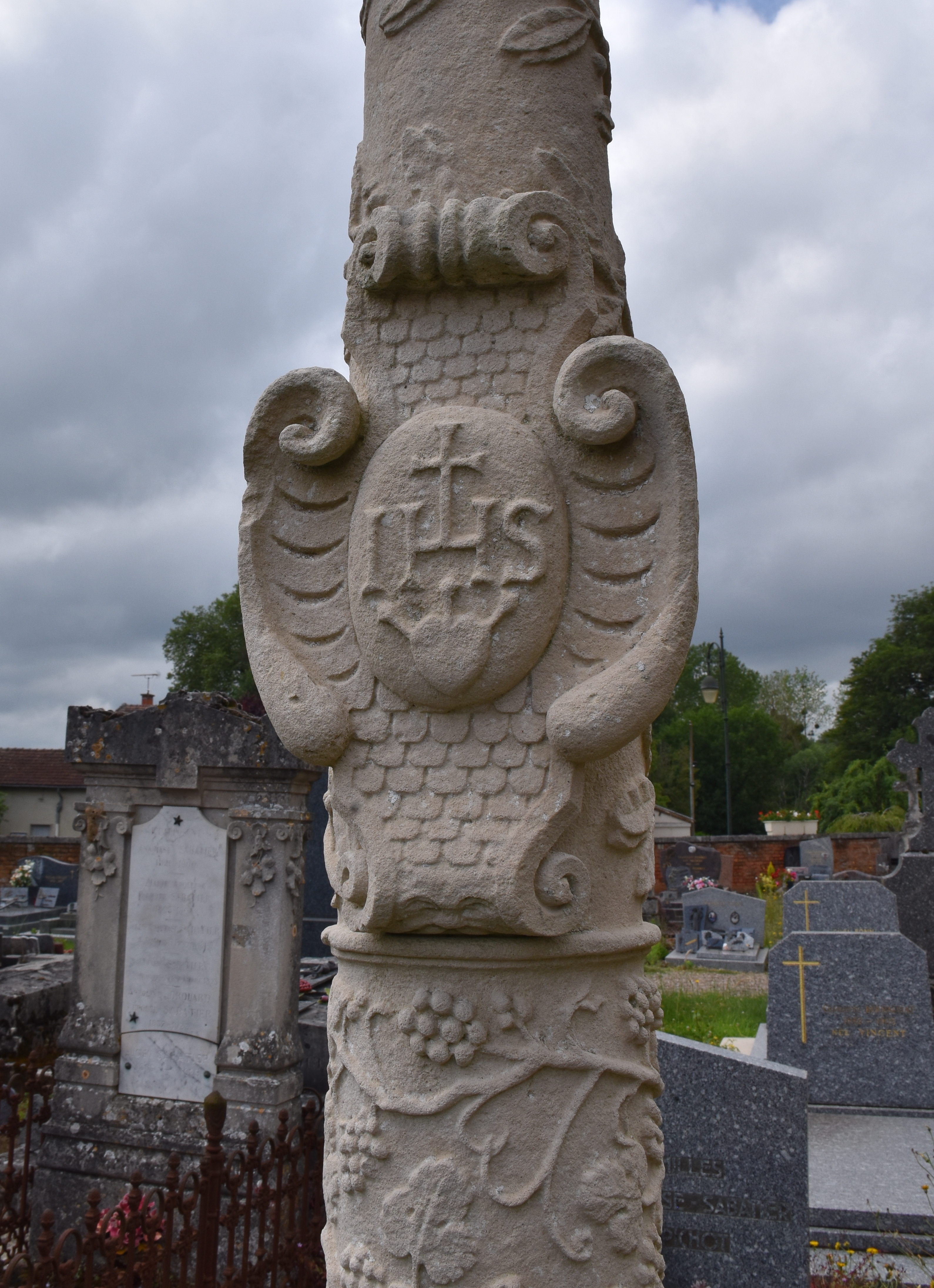
IHS sculpté sur le fût d'un calvaire (Cimetière de Droyes - Haute-Marne)